# Archelais

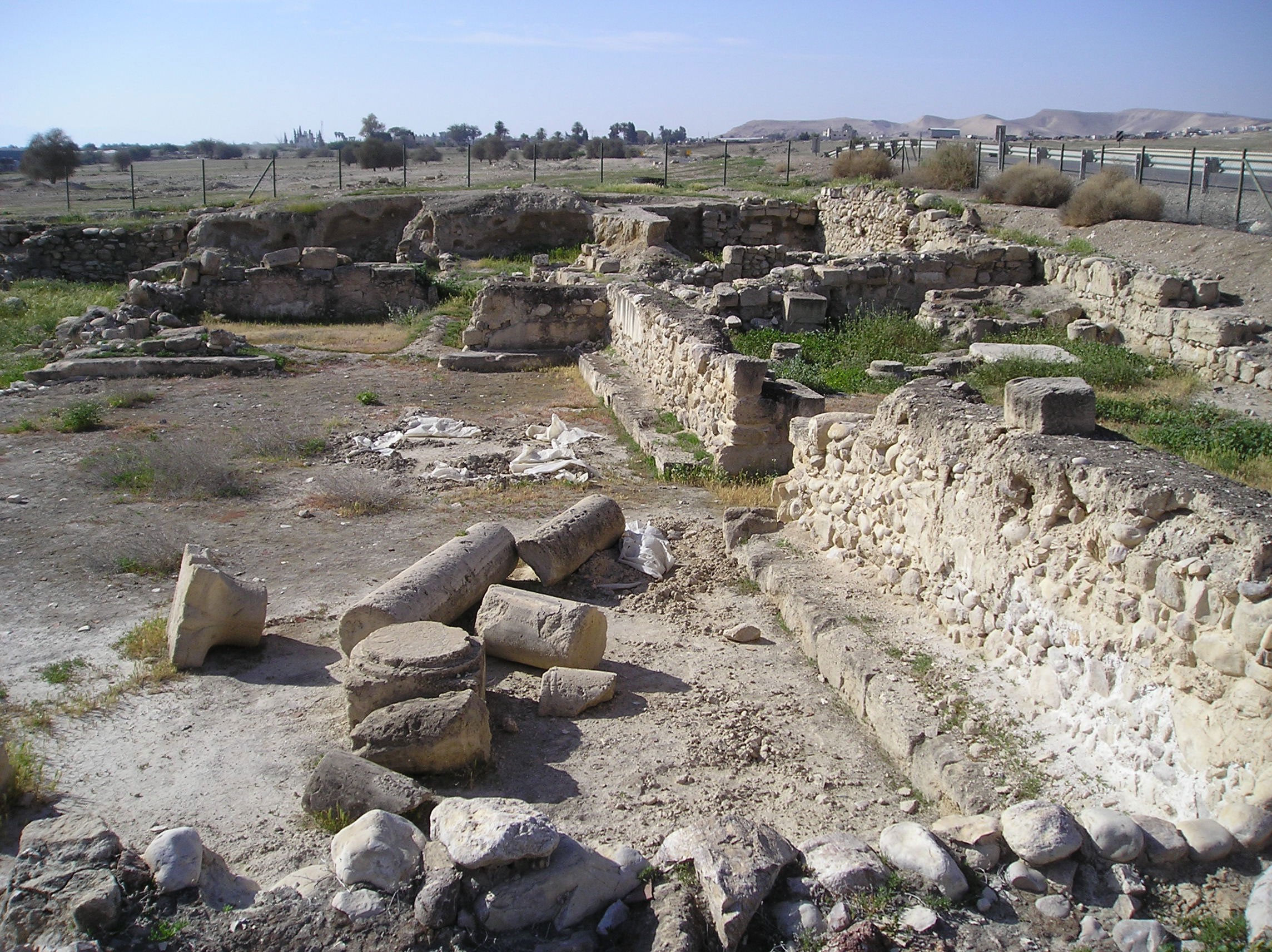
Ruiny bizantyjskiego kościoła widziane od północy, w oddali góry Pustyni Judzkiej

Archelais – ruiny starożytnego miasta położone w odległości 12 km na północ od miasta Jerycho w Dolinie Jordanu, w środkowej części Zachodni Brzega.

## Archeologia
Miasto jest identyfikowane z Audża at Tahta, które zostało  założone przez etnarchę Judei, Samarii i Idumei Heroda Archelaosa, syna Heroda I Wielkiego.
Mieszkali w nim robotnicy pracujący na plantacji palm daktylowych. Wspomina o nim w swoich Dawnych dziejach Izraela historyk żydowski Józef Flawiusz (17,340 oraz 18,31) oraz Ptolemeusz w swej Geografii (5,15.5). Istniało jeszcze w czasach bizantyjskich, o czym świadczy fakt przedstawienia go na mozaikowej mapie z Madaby w Jordanii (VI w.).
Jak wykazały przeprowadzone wykopaliska, w tym czasie przynajmniej część mieszkańców musiała być chrześcijanami. Odkryto pozostałości wczesnobizantyjskiego kościoła z pojedynczą absydą. Odnalezione inskrypcje pozwalają datować powstanie kościoła na drugą połowę V wieku.

## Galeria

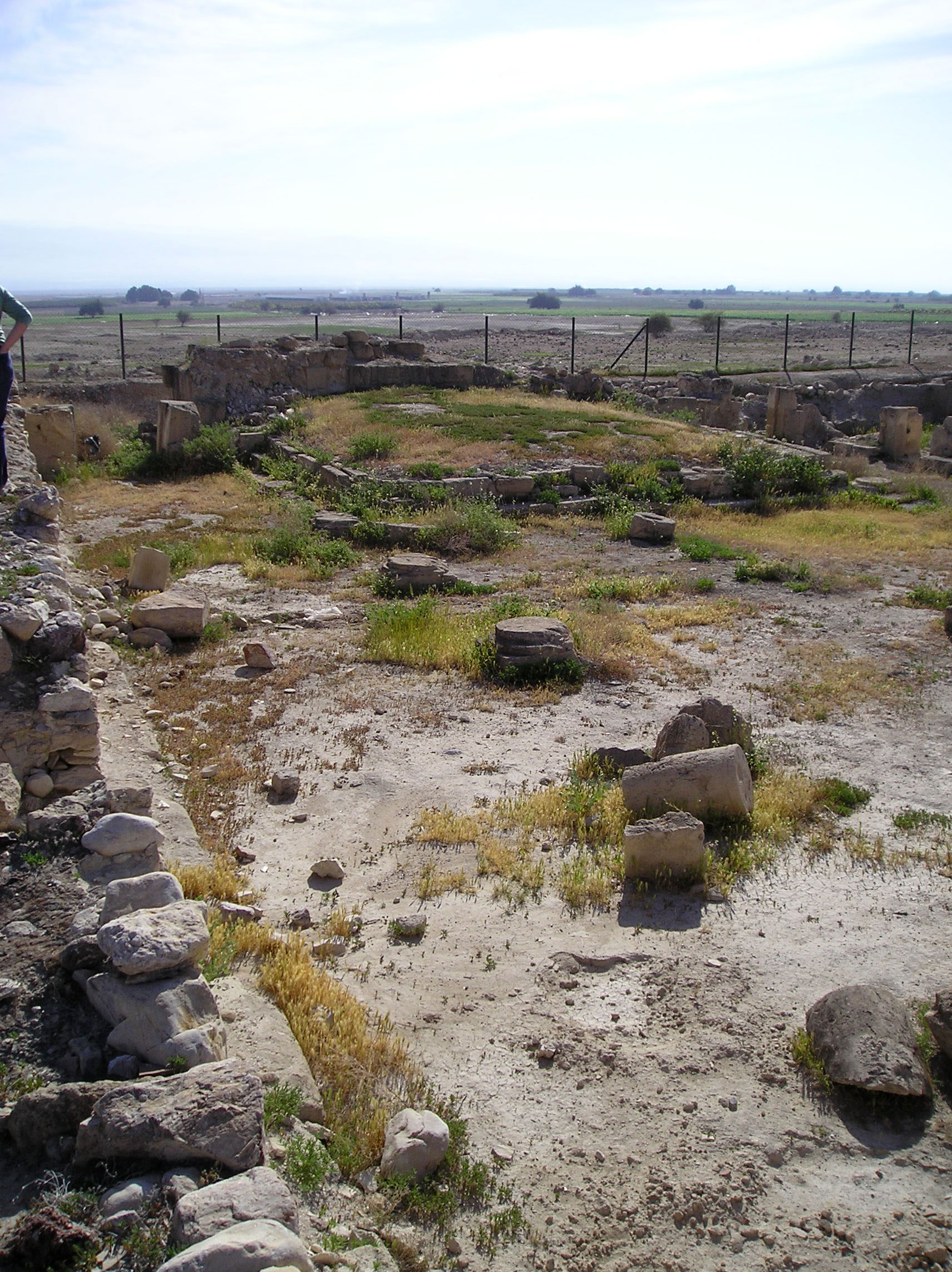
Ruiny bizantyjskiego kościoła widziane od zachodu
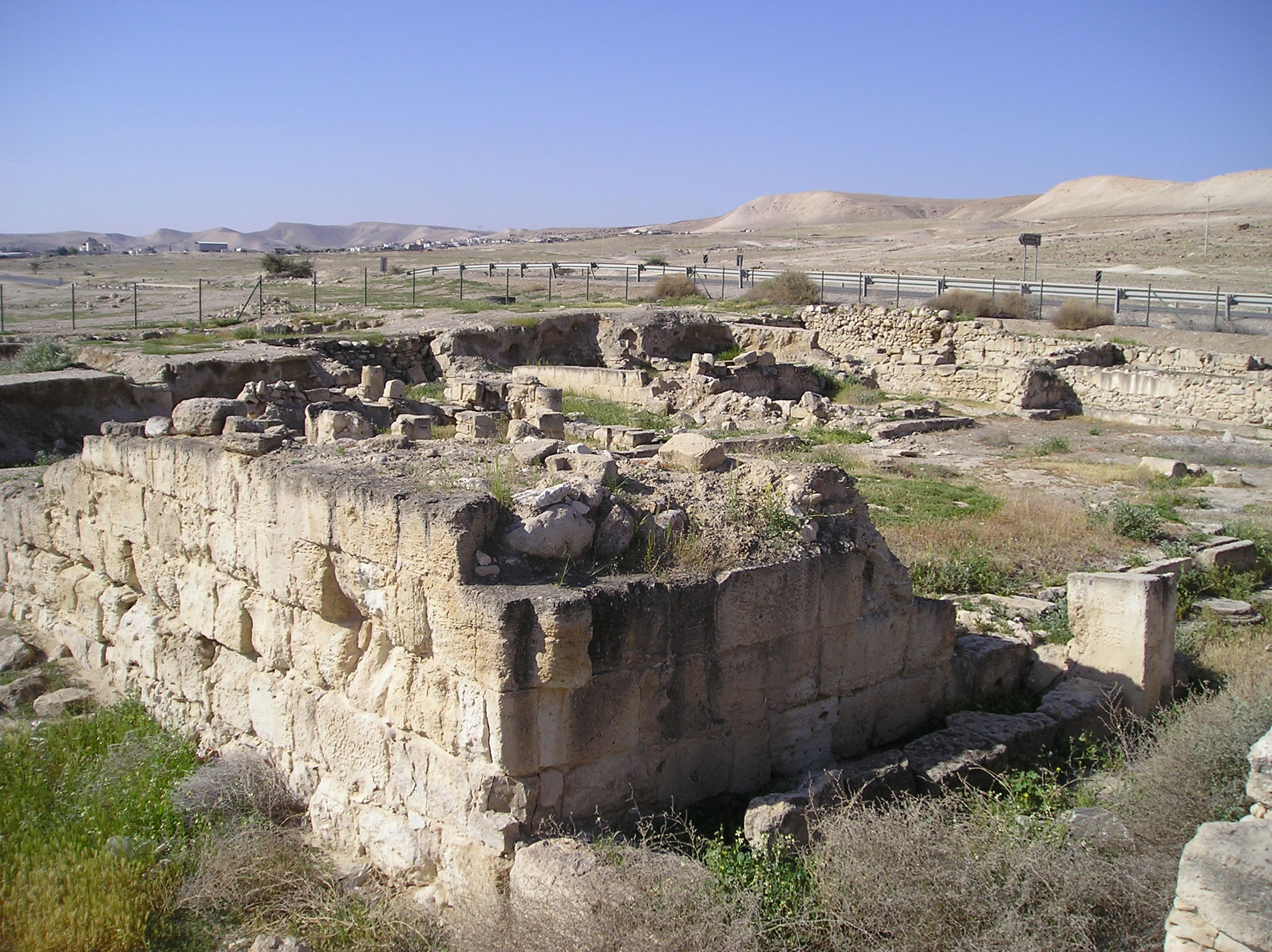
Ruiny bizantyjskiego kościoła widziane od północnego wschodu
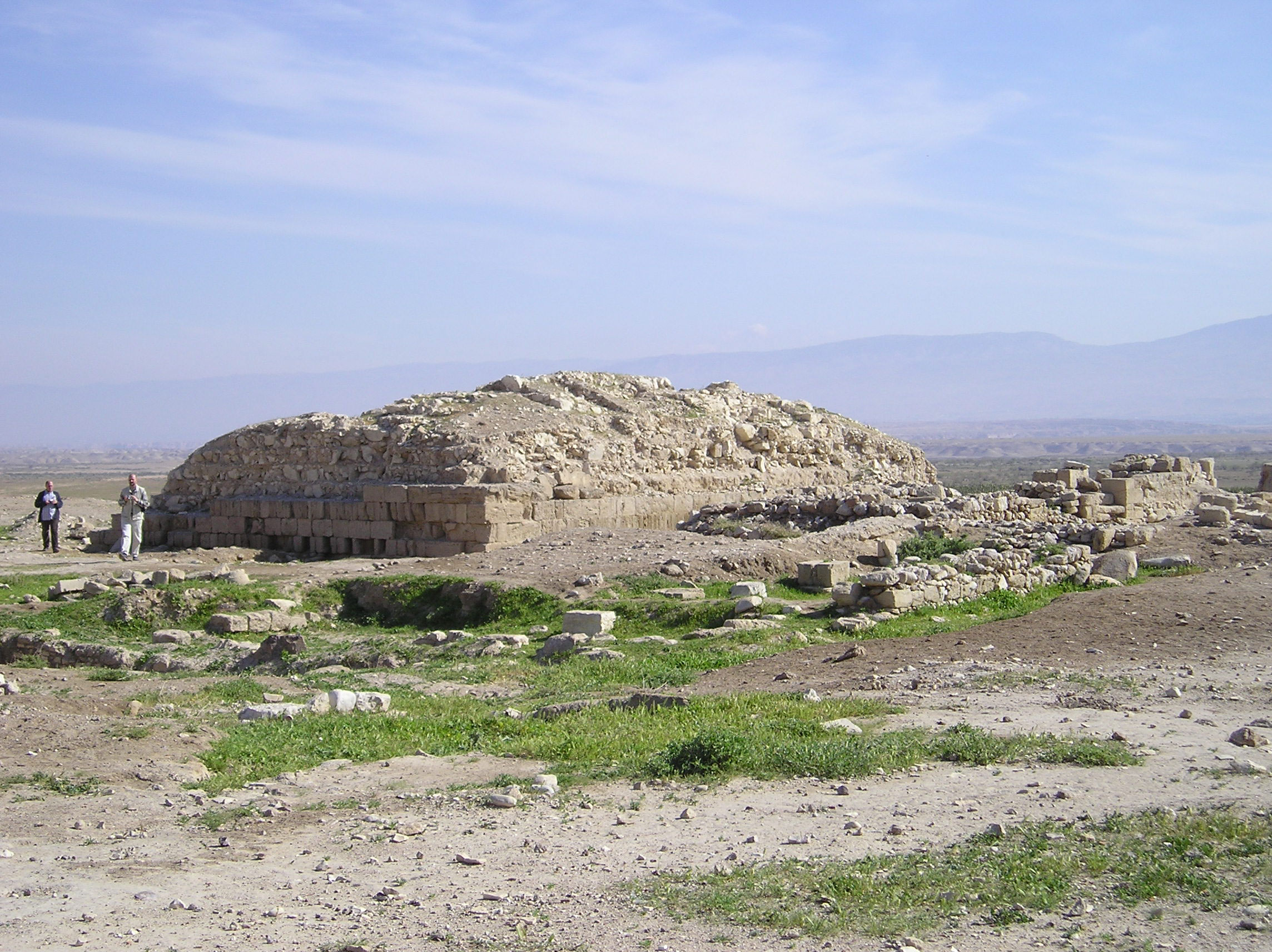
Pozostałości wieży w Audża at-Tahta widziane od południa, w oddali góry po stronie Jordanii